# Rạp chiếu phim ngoài trời

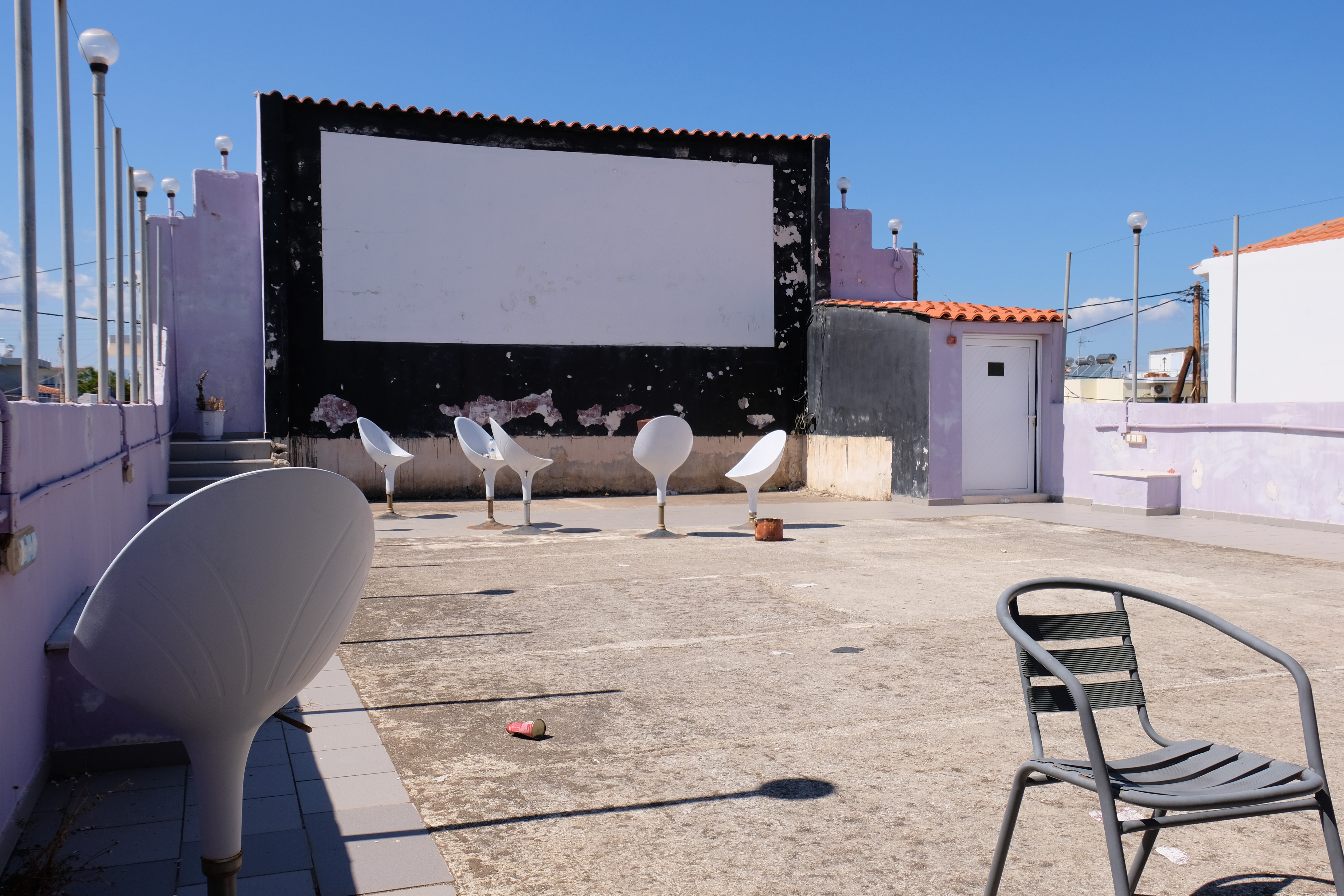
Một rạp phim ngoài trời ở Hy Lạp

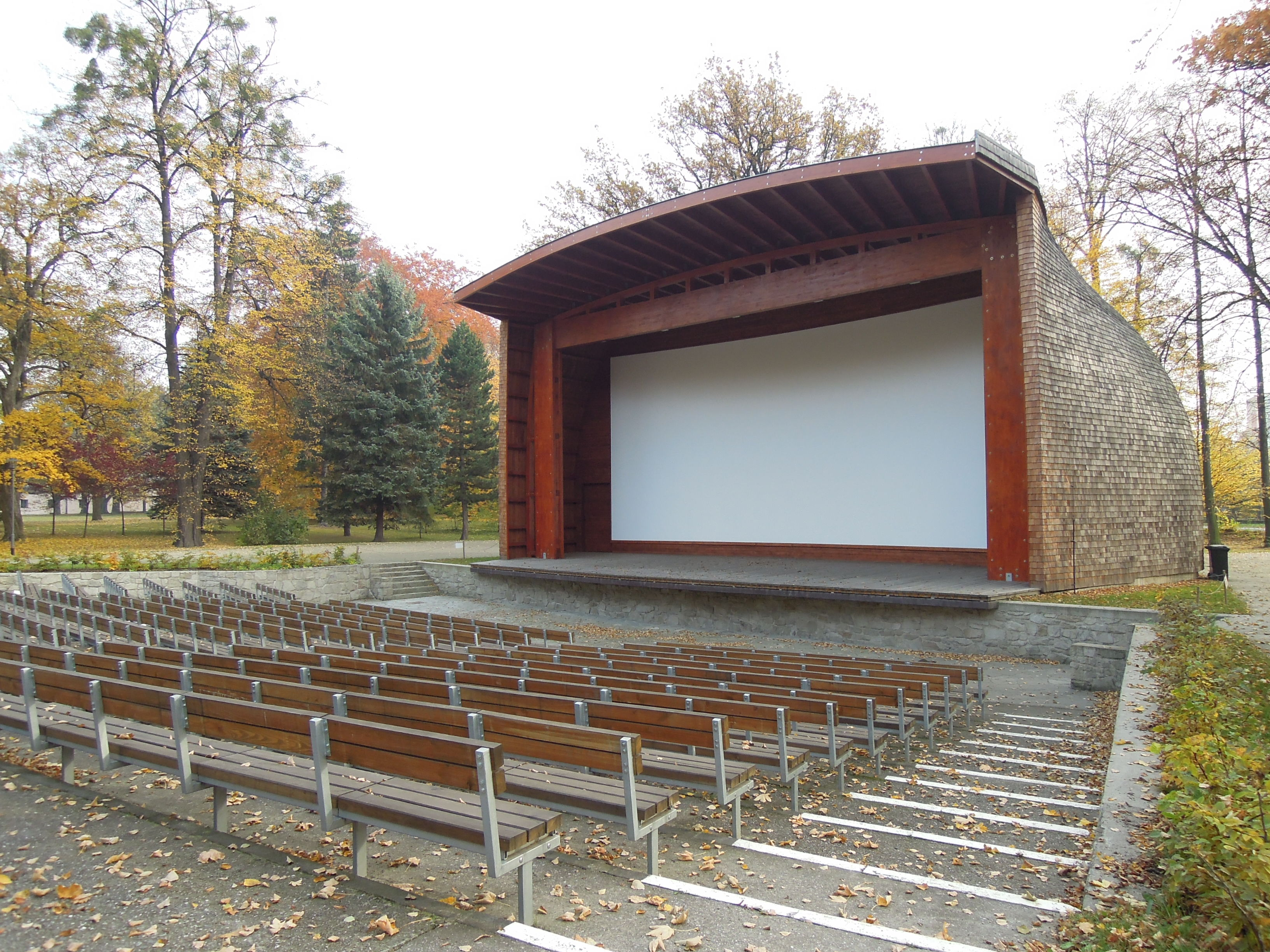
Một rạp phim ngoài trời

Rạp phim ngoài trời (Outdoor cinema) là địa điểm chiếu phim công cộng theo kiểu rạp chiếu phim được bố trí ngoài trời, bao gồm một máy chiếu phim kỹ thuật số hoặc tương tự, kết cấu có giàn giáo hoặc màn hình chiếu phim bơm hơi và hệ thống âm thanh. Rạp phim ngoài trời có lịch sử từ đầu thế kỷ thứ XX. Vào mùa hè năm 1900, tại quảng trường Syntagma, Athens, những bộ phim đã được chiếu ngoài trời và trong khuôn viên những quán cà phê. Khoảng năm 1916, rạp chiếu phim ngoài trời lần đầu tiên xuất hiện ở Berlin của Đức. Trong những năm 1920, ở Mỹ thì nhiều "nhà hát trên tầng thượng" được chuyển đổi thành rạp chiếu phim, ví dụ về điều này là Loew's New York, tọa lạc tại Quảng trường Thời đại. 
Khán giả thường ngồi trên ghế cắm trại hoặc chăn mền khi xem phim, thường thì sẽ tự giác chọn vị trí trong trật tự. Một số buổi ra mắt phim Hollywood thế giới được chiếu tại các rạp chiếu phim ngoài trời và đôi khi những sự kiện như vậy còn có sự tham dự của các ngôi sao. Hầu hết các buổi chiếu phim ngoài trời là đều miễn phí, một số buổi chiếu nhằm gây quỹ từ thiện. Khi giá máy chiếu giảm, các rạp chiếu phim ngoài trời theo phong cách nhỏ lẻ tự phát trở nên phổ biến hơn. Những rạp này được điều hành với ngân sách rất nhỏ bởi các nhóm nghiệp dư. Các sự kiện thường được tổ chức trực tuyến, sau đó, những người tham gia sẽ gặp nhau tại các công viên, bãi đỗ xe trống hoặc những nơi công cộng khác. 
Rạp chiếu phim ngoài trời theo phong cách tự phát rất cơ bản, thường cần phải dựng và tháo dỡ hoàn toàn chỉ trong một đêm nhanh gọn lẹ. Tấm trải giường, màn hình di động hoặc bờ tường hiện hữu cũng sẽ được sử dụng làm màn hình cho hình ảnh được chiếu. Nguồn điện được lấy từ máy phát điện hoặc ắc quy ô tô. Những loại rạp chiếu phim này rất phổ biến ở Hy Lạp vào mùa hè khi công chúng ra ngoài hít thở và xem phim. Vào thời kỳ đỉnh cao vào những năm 1960, thành phố Athen đã có hơn 600 rạp chiếu phim ngoài trời. Ở Việt Nam vào thời kỳ bao cấp và sau đổi mới khoảng những năm 1990, thì rạp chiếu ngoài trời cũng thịnh hành ở những vùng nông thôn và thành thị nhỏ, ban tổ chức sẽ chọn một bãi đất trống có diện tích lớn, sau đó căng màn hình (hoặc tận dụng các bức tường), sử dụng bộ máy chiếu, những rạp phim ngoài trời kiểu này thu hút đông đảo bà con tới xem.